# Généalogie des Bourbons
Cet article retrace la généalogie de la maison de Bourbon, dont sont issues les familles régnantes en France et en Espagne du XVIe siècle à actuellement. La Maison royale d'Espagne descend de Louis XIV. D'ailleurs, Louis de Bourbon, Duc d'Anjou, prétendant au trône de France, est l'aîné des Bourbon de France et d'Espagne.
- la première maison des seigneurs de Bourbon, éteinte en 1171 ;
- la maison de Bourbon-Dampierre, éteinte en 1283 ;
- la maison capétienne de Bourbon, comprenant :
  - la maison des ducs de Bourbon, Auvergne et Forez (1327), comprenant :
    - la maison illégitime de Bourbon Busset ;
    - la maison de Bourbon-Montpensier, comtes de Montpensier (1434 – 1527) ;
    - la maison illégitime de Bourbon-Roussillon, éteinte en 1510 ;
    - la maison illégitime de Bourbon-Lavedan, éteinte en 1744 ;

  - la maison de Bourbon-La Marche (1322 – 1438), comprenant :
    - la maison de Bourbon-Vendôme, comprenant :
      - les rois de France ;
      - la maison de Condé ;
      - la maison de Bourbon-Montpensier, ducs de Montpensier (1539 – 1608)[1]

    - la maison de Bourbon-Préaulx (1410 – 1429)[2] ;
    - la maison de Bourbon-Carency (1390 – 1520), comprenant : 
      - la maison de Bourbon-Duisant (1450 – 1530).

En 1589, Henri IV accède au trône. De sa descendance est issue la dynastie de Bourbon, comprenant les branches suivantes :
- rameau des rois d'Espagne (Maison de Bourbon-Anjou) :
  - rameau des rois des Deux-Siciles ;
  - rameau des ducs de Parme ;
  - rameau de Bourbon-Bragance ;
- rameau d'Orléans : 
  - rameau d’Orléans-Bragance ;
  - rameau d’Orléans-Galliera.

## Rois de France et transmetteurs directs

Maison capétienne de Bourbon
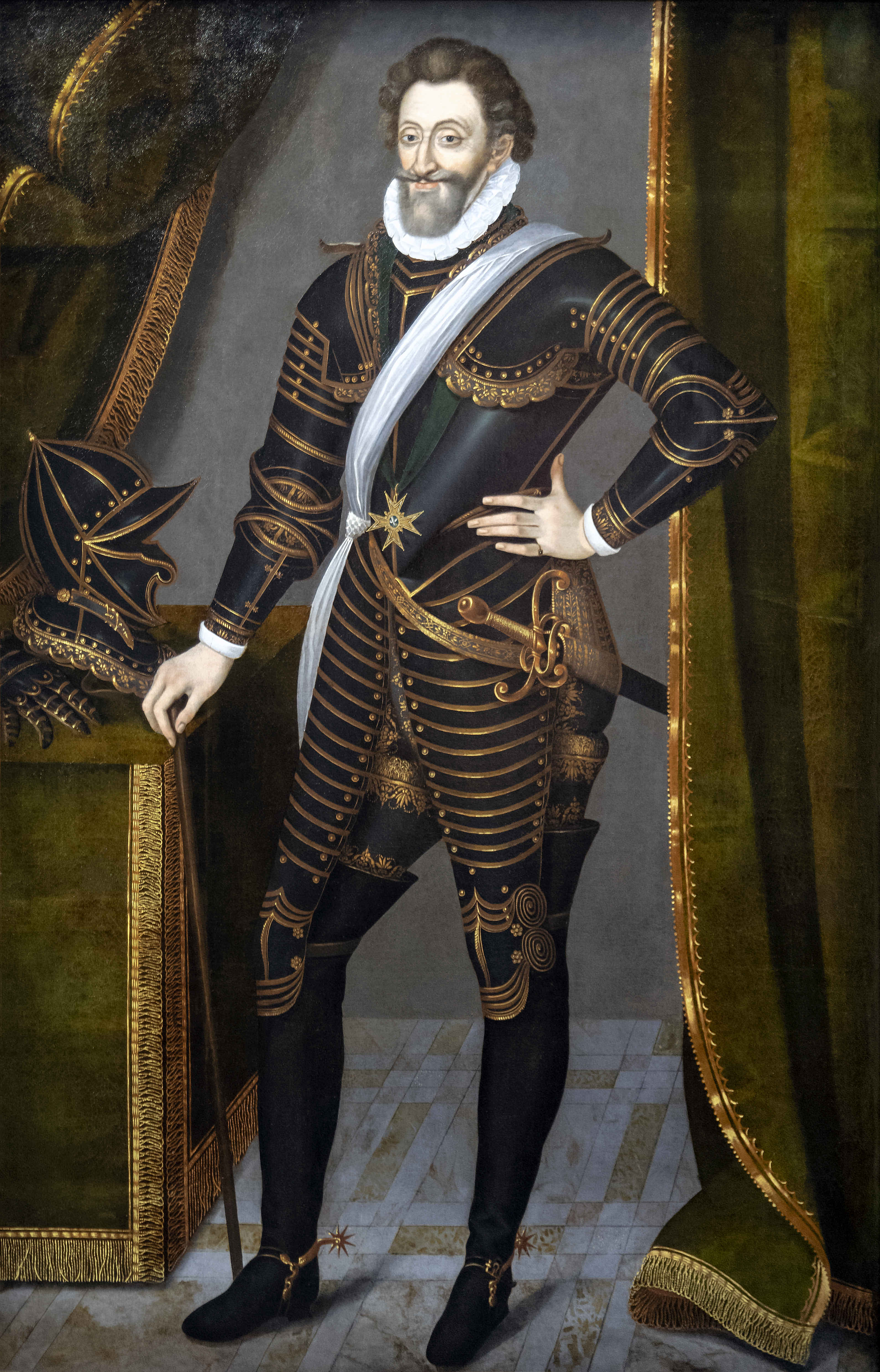
Henri IV (1553–1610) Roi de France (1589 -1610)
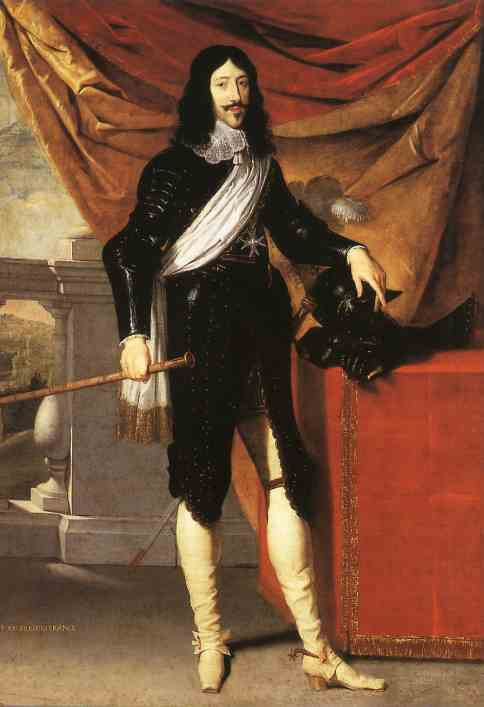
Louis XIII « le Juste » (1601–1643) Roi de France (1610-1643)
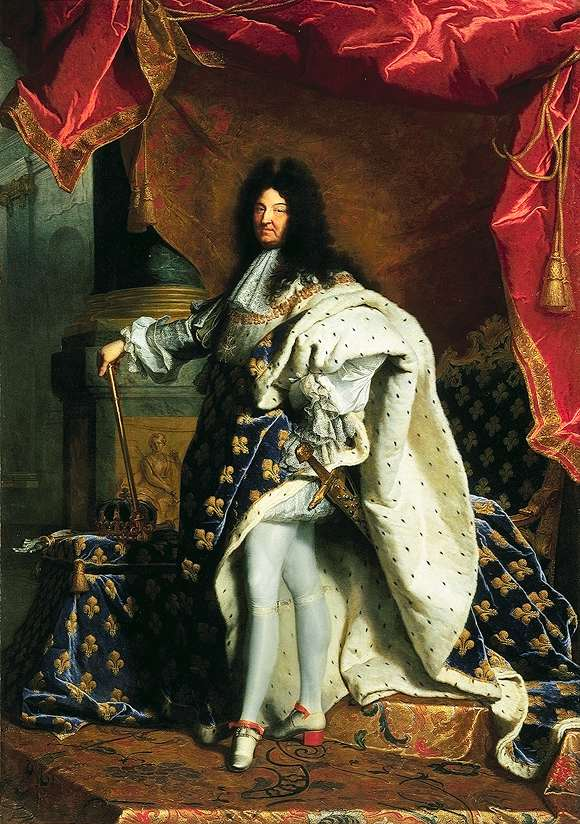
Louis XIV « le Grand » ou le « Roi-Soleil » (1638–1715) Roi de France (1643-1715)
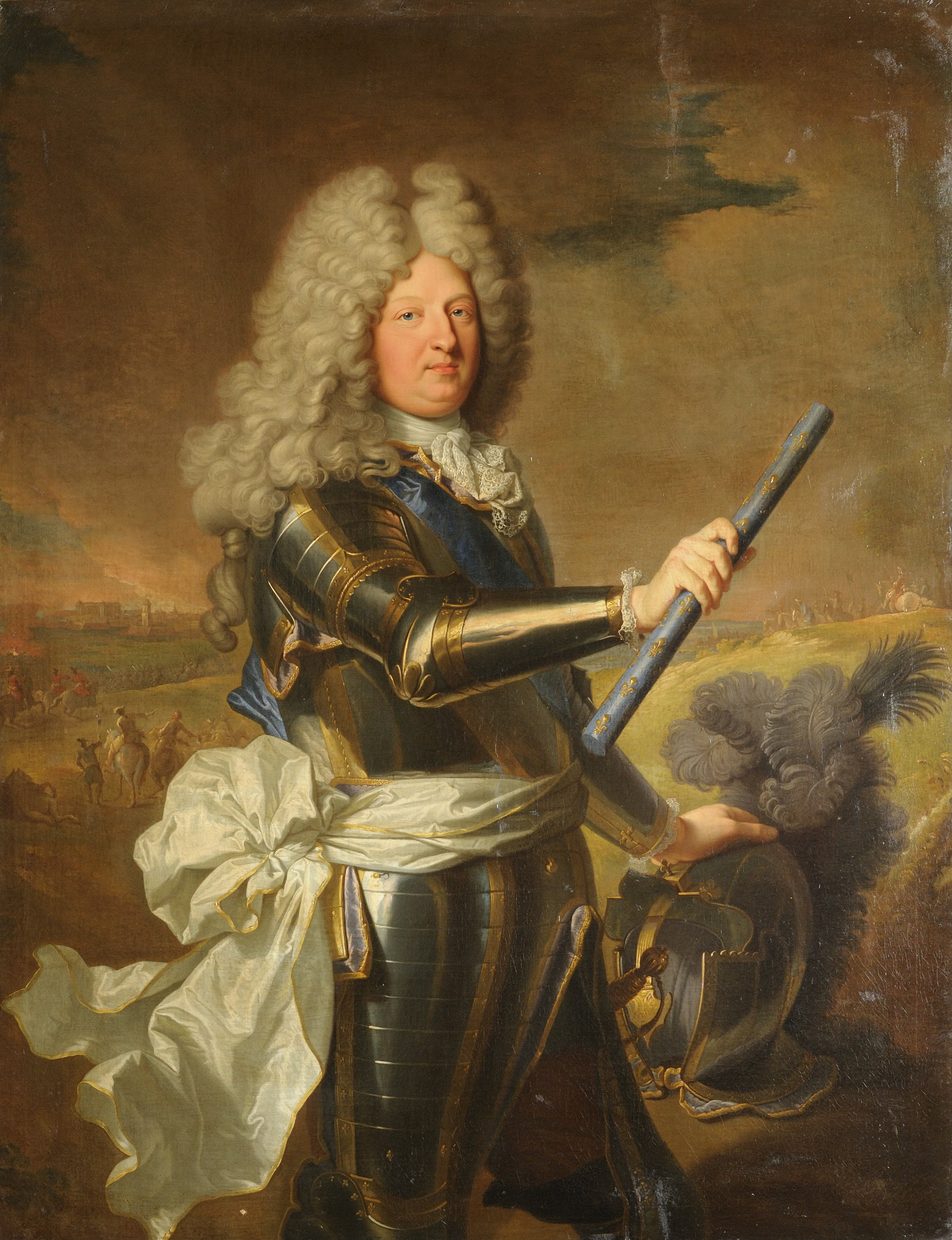
Louis de France (1661–1711) « Grand Dauphin »
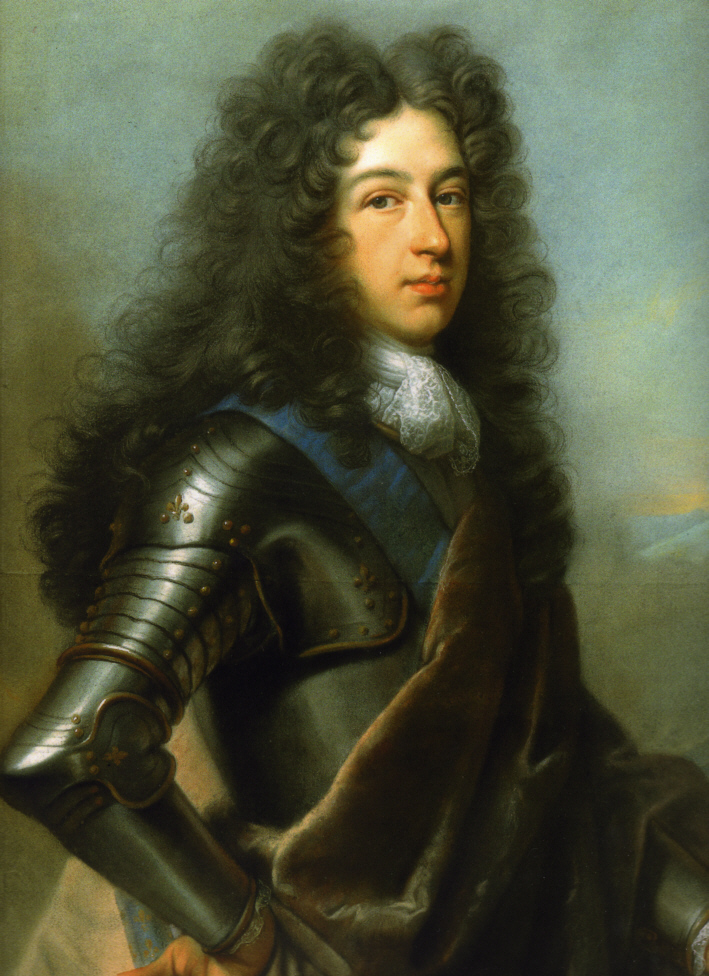
Louis de France (1682–1712) Dauphin
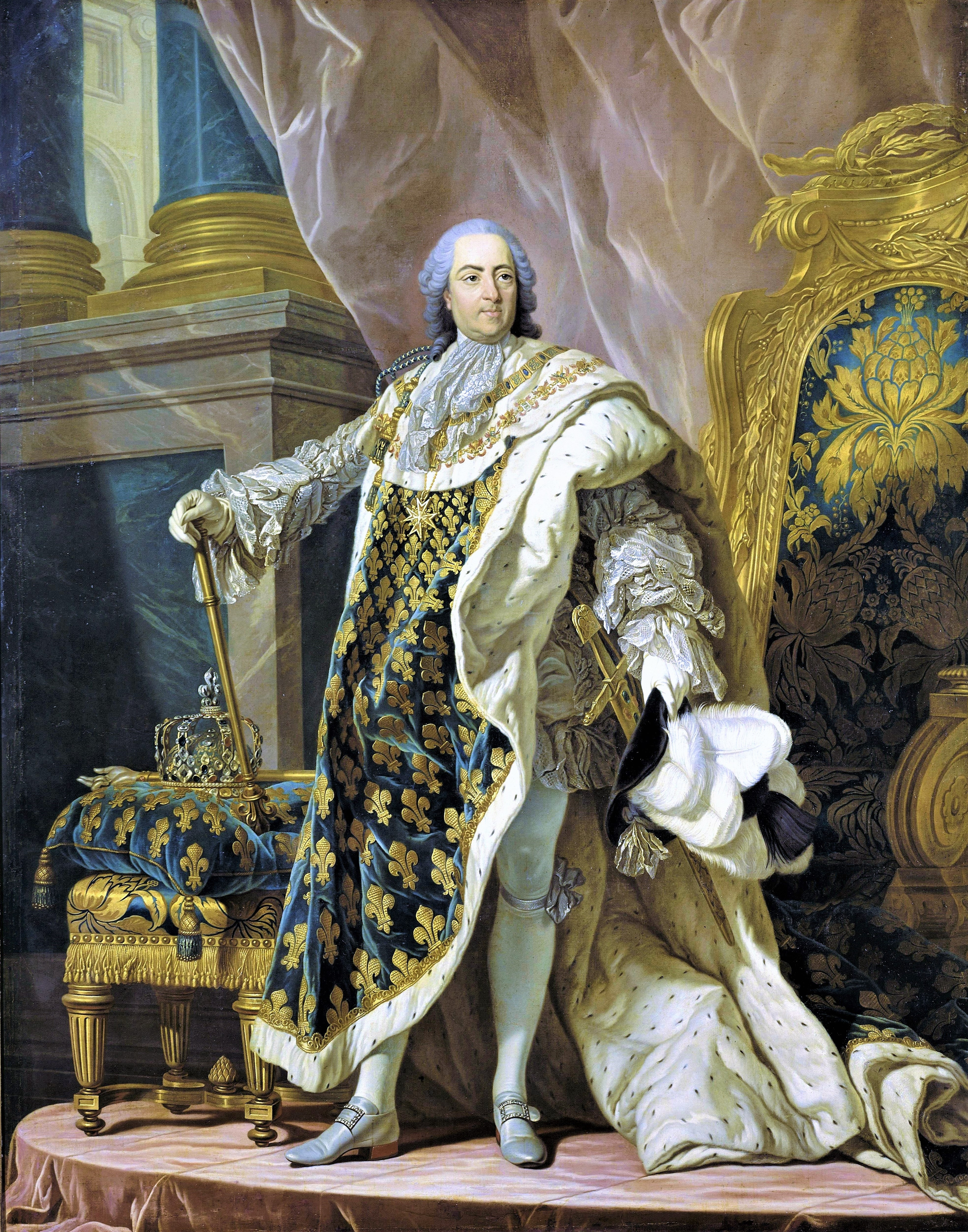
Louis XV « le Bien-Aimé » (1710–1774) Roi de France (1715–1774)
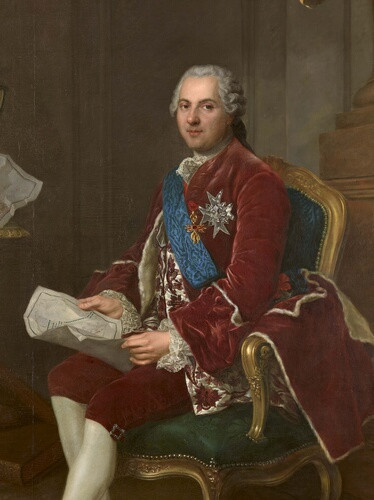
Louis de France (1729–1765) Dauphin
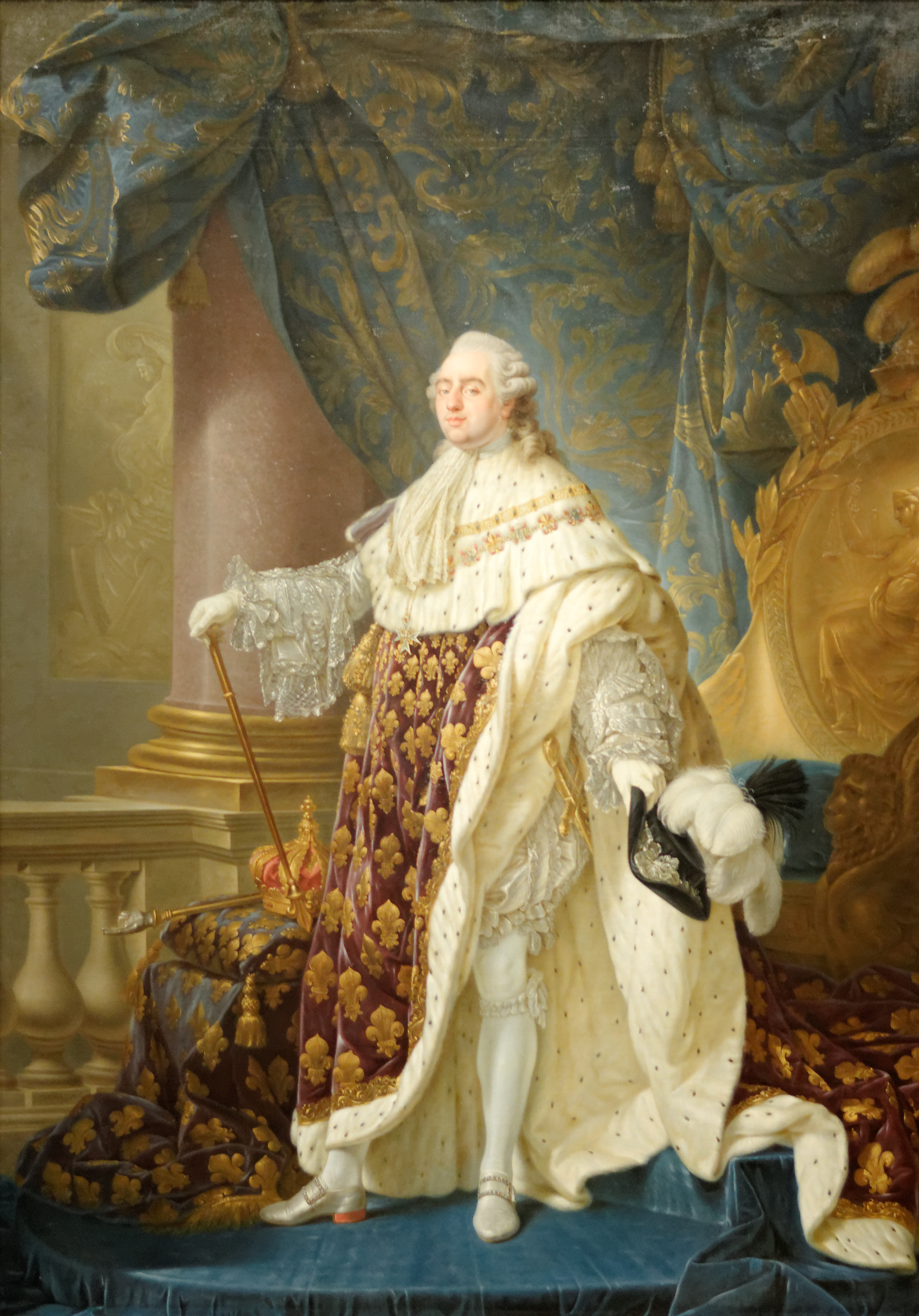
Louis XVI (1754–1793) Roi de France (1774–1791) Roi des Français (1791–1792)
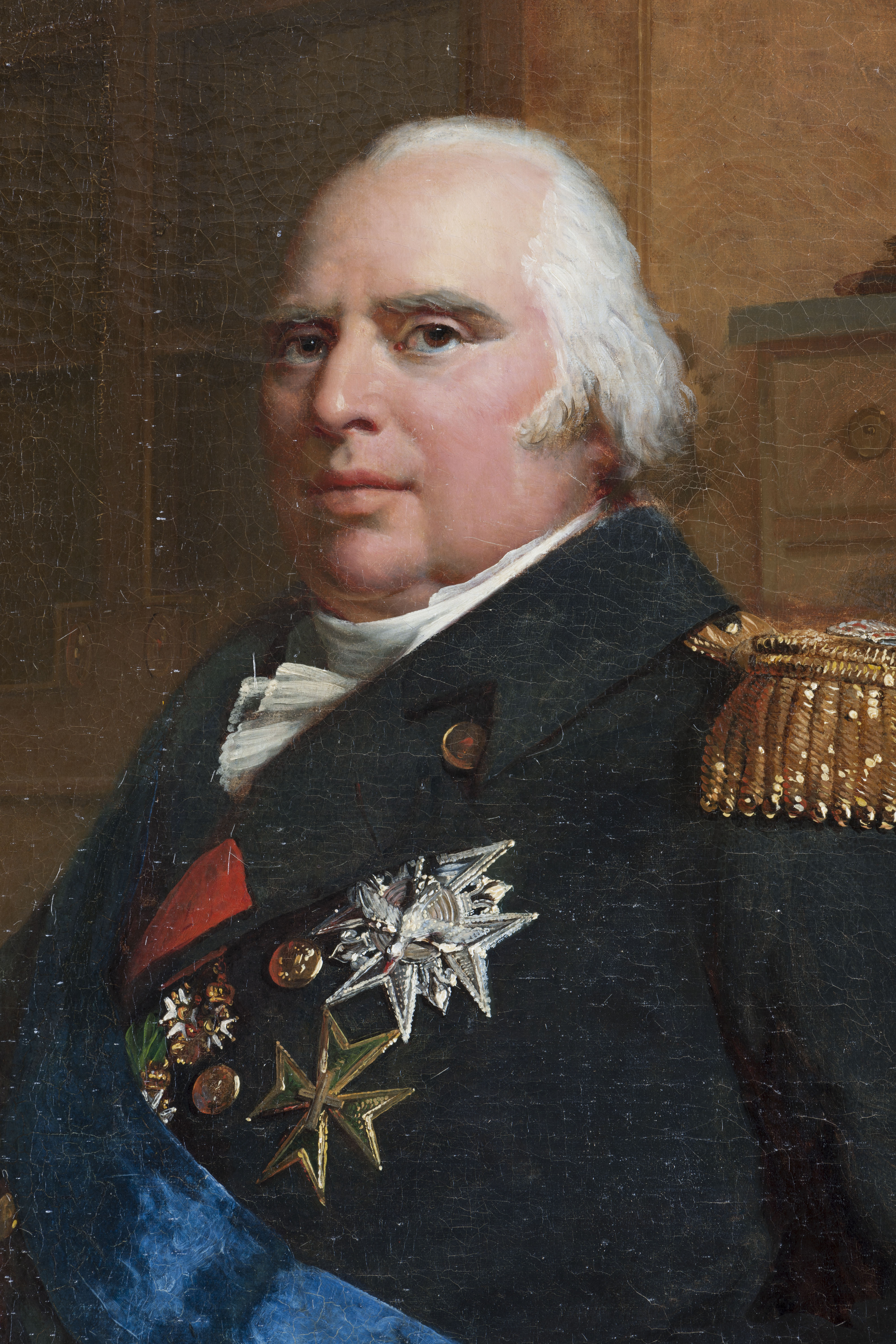
Louis XVIII (1755–1824) Roi de France (1814–1815/1815–1824)
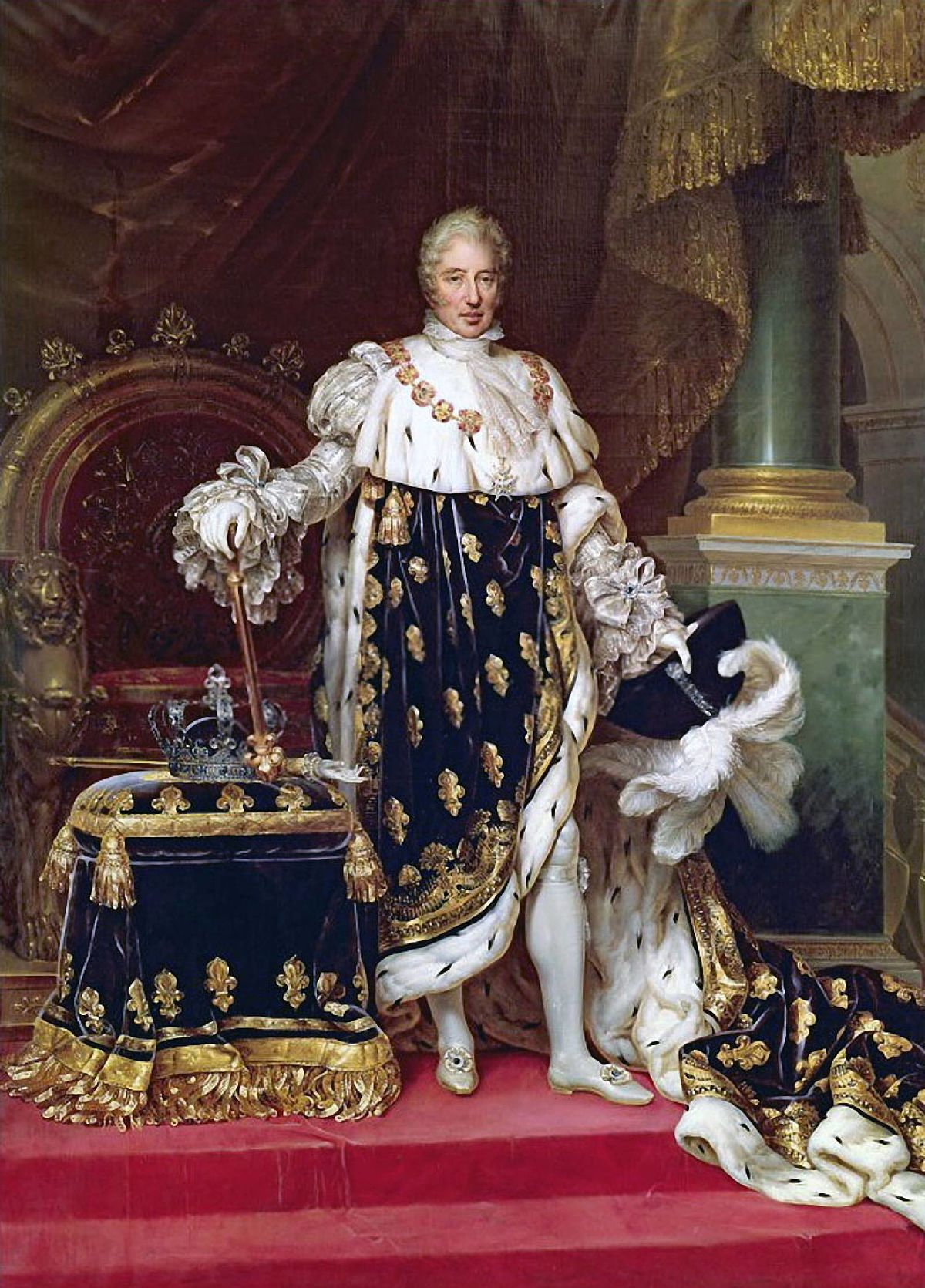
Charles X (1757–1836) Roi de France (1824–1830)

## Pour approfondir